# (11254) Konkohekisui
(11254) Konkohekisui (1977 DL2) – planetoida z pasa głównego asteroid okrążająca Słońce w ciągu 3,85 lat w średniej odległości 2,46 j.a. Odkryta 18 lutego 1977 roku.